# Bolevecké rybníky
Bolevecké rybníky aneb Bolevecká rybniční soustava je rozsáhlý ekosystém deseti rybníků v nivě Boleveckého potoka a jeho drobných přítoků na severním okraji Plzně. Většina rybníků spadá do plzeňského katastrálního území Bolevec, pouze rybník Strženka leží těsně za hranicí města, na území obce Chotíkov.
Spolu s okolními lesy je rybniční soustava významnou rekreační zónou pro obyvatele Plzně. Z technického i krajinářského hlediska se jedná o jedinečné a monumentální pozdně gotické dílo, které časově předstihlo i budování známější soustavy třeboňské.

## Historie
Plán založit nedaleko vsi Volevec (dnešní Bolevec) soustavu rybníků vznikl ve městě Plzni již v polovině 15. století. Rybniční hospodářství totiž kvůli zvýšené poptávce po rybách coby postním pokrmu patřilo v tehdejších dobách spolu s pivovarnictvím k nejvýnosnějším odvětvím podnikání. Je zajímavé, že také autor nejstarší české odborné publikace o rybníkářství (z roku 1547) je plzeňský rodák Jan Dubravius.
Město koupilo 17. dubna 1460 se souhlasem krále Jiřího z Poděbrad ves Volevec od kapituly sv. Apolináře za 200 kop pražských grošů a každoročních 20 kop úroků. Následujícího roku byl vybudován první rybník. S největší pravděpodobností se jednalo o Velký Bolevecký rybník, avšak chybí přímé písemné důkazy. Dne 20. března 1461 město uzavřelo smlouvu o náhradě rybníkem zaplavených polí a luk paní Machny Hynkové a jejích synů Zikmunda a Mikuláše. Náhrady pro bolevecké sedláky, jejichž pozemky rovněž zaplavila voda, byly ustanoveny listinou z 24. prosince 1461. Vedení města Plzně jim přiznalo pozemky na svahu dnešní Mikulky a kromě jiných výhod i právo na odúmrť, tj. možnost odkázat statek komukoliv.
Následovala intenzivní výstavba dalších rybníků, takže do konce 15. století jich bylo celkem třináct – Velký, Šídlovský, Kamenný, Vydymáček, Beroun (možná dnešní Rozkopaný), Borek, Vorlík, Klenovec (možná dnešní Strženka), Nad Klenovcem, Košinář, Volšinka, Nováček a Barchan. Podrobnější údaje však v písemných pramenech nebyly zachyceny. Nové dendrochronologické datování dřevěného potrubí prokázalo, že také rybník Košinář byl zřízen v roce 1480 a nikoliv až v 17. století, jak se původně předpokládalo. Údaje z 16. století zmiňují také dnes zaniklé menší rybníky Nad Mireticí a Chotikovský.
Během třicetileté války byla rybniční soustava zanedbána, rybníky zpustly a některé z nich zcela zanikly. Z původní soustavy se jich do současnosti dochovalo pravděpodobně osm (Velký, Šídlovský, Kamenný, Vydymáček, Nový, Rozkopaný, Košinář a Strženka). Od konce 17. století však město Plzeň opět usilovalo o obnovu zanedbaných boleveckých rybníků. Na přelomu 17. a 18. století byly založeny dva další rybníky – Senecký a Třemošenský. V druhé polovině 18. století také město začalo rybníky místo přímé správy pronajímat. Mezi nájemci se neprve objevují jednotliví plzenští měšťané, později však nádrže využíval i Měšťanský pivovar, který zde v zimním období získával led k chlazení piva.
Od počátku 20. století jsou rybníky hojně využívány k rekreaci, zatímco jejich hospodářské využití bylo omezeno.

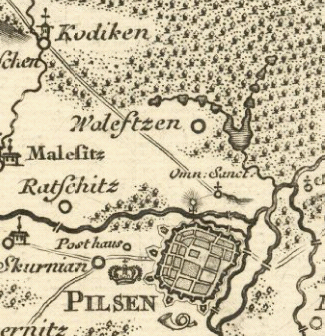
Soustava a město Plzeň na výřezu Müllerovy mapy
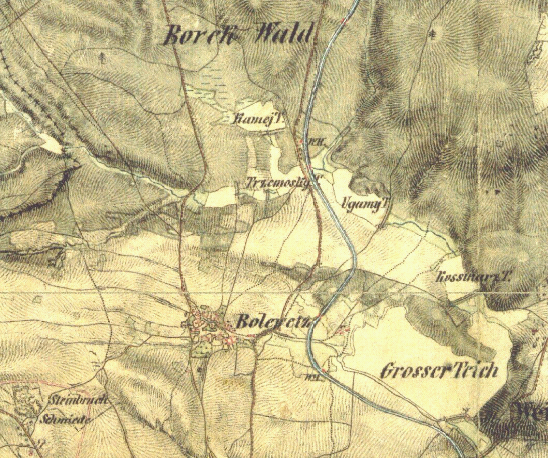
Soustava na výřezu mapy II. vojenského mapování

### Zaniklé rybníky

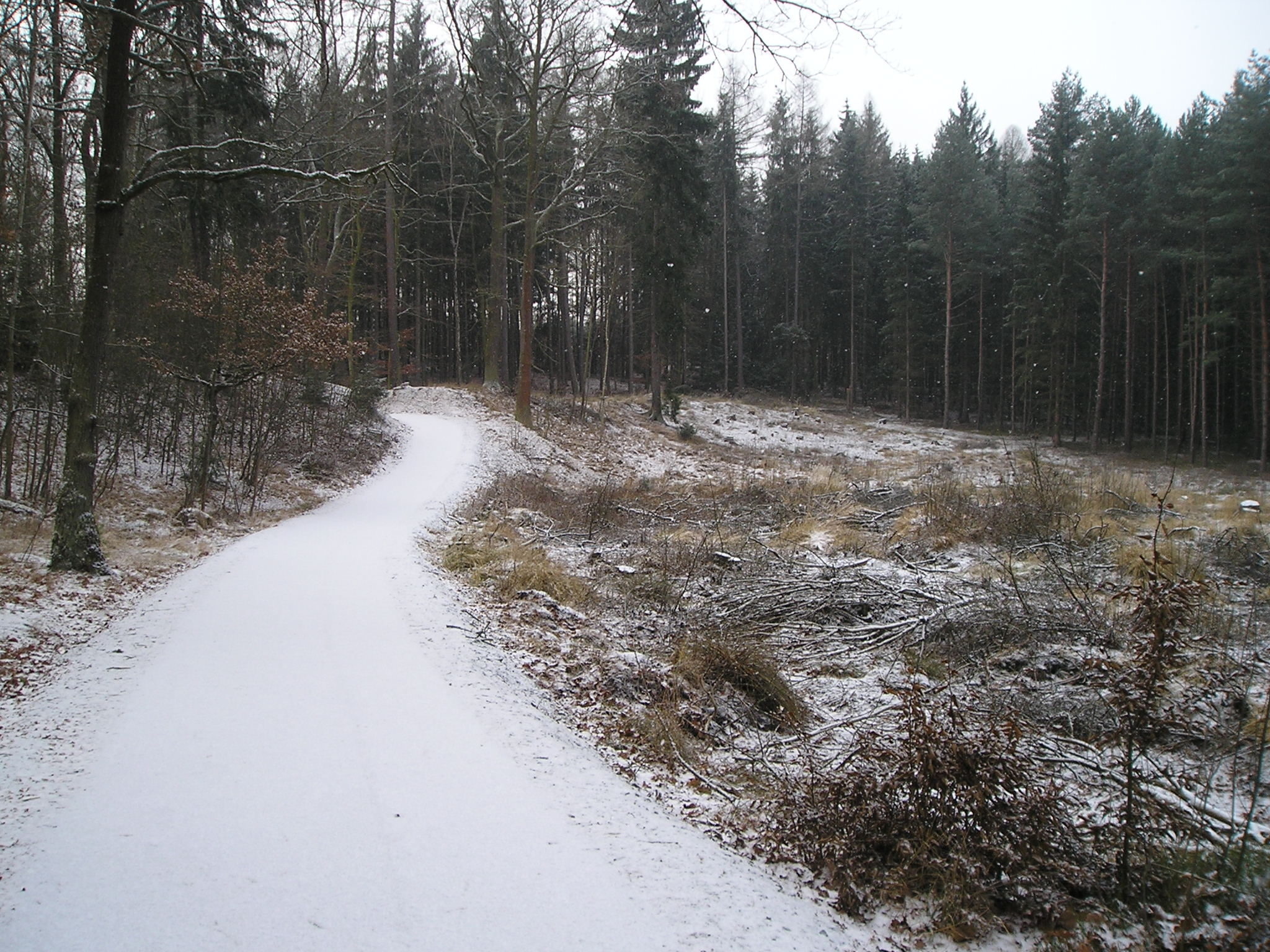
Hráz zaniklého rybníka, patrně Borku

Pravděpodobně na místě zaniklého rybníka Beroun je v současnosti Rozkopaný rybník. Obdobné je to s Klenovcem, u kterého se předpokládá totožnost se Strženkou. Ten zpustl za třicetileté války, byl obnoven, ale poslední zpráva o něm je z roku 1671, podle knihy Bolevec a okolí zanikl v roce 1738. Pokud by byl Klenovec totožný se Strženkou, pak by se rybník Nad Klenovcem mohl kdysi nacházet v údolí nad Strženkou směrem k místu U včelína, kde jsou příhodné podmínky pro založení rybníka. Poslední zmínka o rybníku Nad Klenovcem pochází z roku 1669.
O rybníku Borek se poslední zpráva dochovala z roku 1672. Situován byl na místě bývalé vsi Borek v rašeliništi v údolí Merán. Zbytek jeho hráze se dochoval do současnosti, ale je přeťat železniční tratí. V jeho blízkosti se pravděpodobně nacházel Vorlík, o němž je poslední zmínka dochována k roku 1671. Rybník Volšinka měl v roce 1669 dvacet kop kapří násady, poslední zmínka o něm pochází z roku 1671. Při zřizování sádek pod hrází Košináře se na při výkopech narazilo na ulehlé rybniční bahno i s dochovanou dubovou kládou. Je možné, že šlo právě o dno Volšinky, která byla při obnově soustavy nahrazena Košinářem.
Posledním rybníkem celé soustavy byl Barchan, který sahal od hráze Velkého rybníka až ke Kravské louce u Mže, kousek od ústí Boleveckého potoka. Rybník byl pojmenovaný po majiteli pozemků, který je zmiňován v letech 1512 a 1523. Rybník zpustl za třicetileté války, byl obnoven a zanikl zřejmě na konci 18. století.
Podle popisu hranic plzeňského panství z konce 16. století se měl na horním toku Boleveckého potoka poblíž cesty do Ledec nacházet malý rybník Nad Mireticí a na hranici Bolevce a Chotíkova rybník Chotíkovský.

### Znečištění důlními vodami
Na konci 19. století zažalovala Plzeň společnost Dolové a průmyslové závody v Třemošné (dříve společnost J. D. Starcka). Důvodem bylo znečišťování rybníků Velkého, Seneckého a Košináře důlními vodami z nedalekých dolů. V půlce října 1901 došlo k odběru vzorků a posouzení přítomnosti živočichů. Spor se vyřešil až v roce 1913 ukončením těžby a vyplacením odškodného plzeňské obci.

### Průtrž mračen 1965
V sobotu 17. července 1965 se nad Plzní prohnala průtrž mračen, při které podle záznamů v meteorologické stanici v arboretu Sofronka napršelo během 3 hodin přibližně 120 mm srážek. Celkem za tento den bylo naměřeno 146 mm, což je nejvyšší denní srážkový úhrn dosud zaznamenaný v této oblasti. Voda vytékající z Třemošenského rybníka podemlela a odplavila z poloviny šířky silnici I/27 vedoucí po hrázi, takže funkční zůstal pouze jeden jízdní pruh. Zároveň podemlela násep železniční tratě č. 160 z Plzně do Žatce natolik, že způsobila několikadenní výluku.
Ve večerních hodinách se přívalovou vodou provalila hráz Vydymáčku. Vodu zachytil Senecký rybník, jehož hráz však následujícího dne tlak nevydržela a provalila se také. Poté byl zjištěn průsak i na hrázi Velkého Boleveckého rybníka. Při zpevňování jeho hráze pomáhalo i vojsko, přesto se na jednom místě v odpoledních hodinách voda částečně provalila, ovšem bez větších škod. Obyvatelé, bydlící v těsné blízkosti, byli mezitím evakuováni. Zajišťovala se i hráz rybníka Košináře, který je v soustavě řazen mezi Seneckým a Velkým Boleveckým rybníkem.

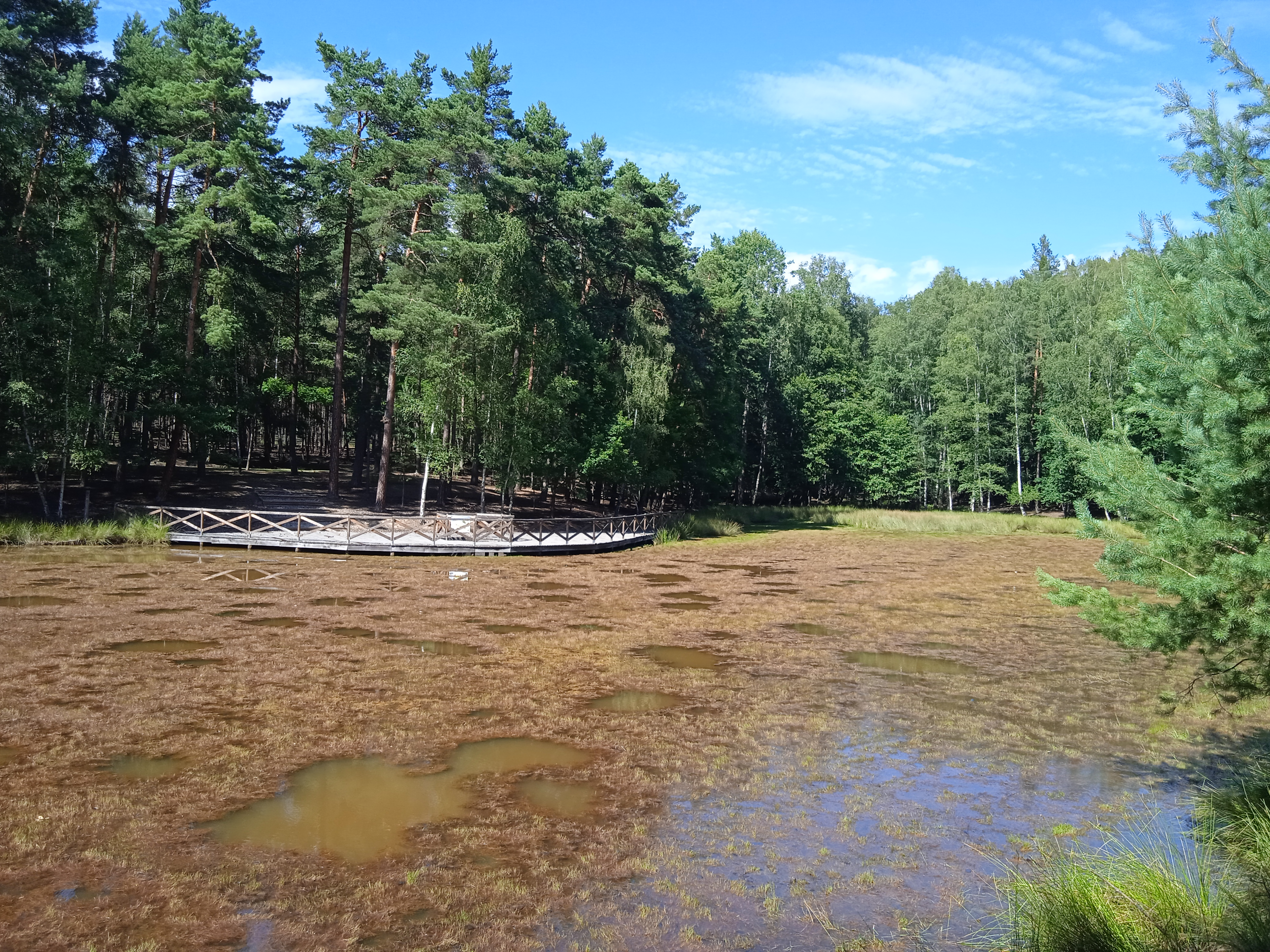
Rybník Vydymáček

## Přírodní podmínky

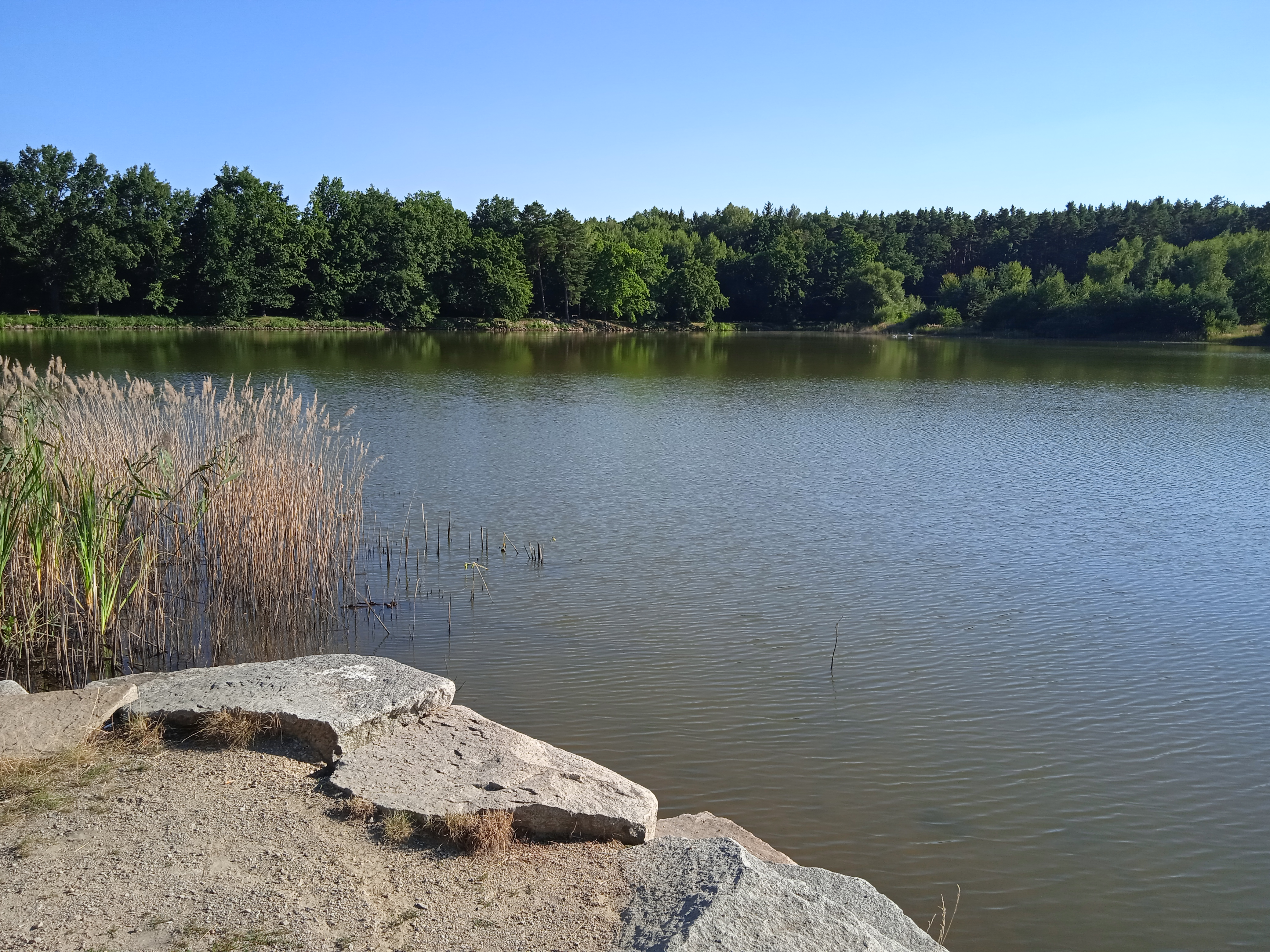
Rybník Košinář

Soustava rybníků leží v povodí 6,5 km dlouhého Boleveckého potoka, levostranného přítoku Berounky, do které ústí přibližně 700 m jihovýchodně od hráze Velkého Boleveckého rybníka. Rybníky byly vybudovány v protáhlém údolí původně s mokřady a rašeliništi, v nadmořské výšce 310–355 m na severním okraji Plzeňské kotliny na jihovýchodním úbočí vrchu Krkavce. V rámci podnebí České republiky se nachází v mírně teplé klimatické oblasti MT11. Celkový roční úhrn srážek zde činí 450–500 mm, průměrná roční teplota dosahuje 9–10°C. Reliéf mírně zvlněné pahorkatiny s relativním převýšením 210 m vytváří předpoklad k tepelným inverzím a místnímu zvyšování či snižování teploty. To se projevuje v zimním období vyšší sněhovou pokrývkou na svazích Krkavce a v létě výraznějším prohříváním rybníků a jejich pláží.
Geologické podloží tvoří zejména sedimentární horniny mladších prvohor (karbon, perm) – pískovce a arkózy, slepence, prachovce či jílovce. V karbonu zde místy vznikala i nevelká ložiska černého uhlí. Ve čtvrtohorách byly v pásu od Velkého rybníka ke Košutce uloženy větrem unášené spraše.
Půdy jsou spíše chudé a písčité. Původně v oblasti rostly zejména borové doubravy, v okolí vodních toků se vyskytovaly lužní lesy s olšemi a jasany. Místy se vyskytovala drobná rašeliniště. V současnosti je z 1622 ha povodí asi 90 % zalesněno s převahou borových lesů, což má spolu s extenzivním způsobem hospodaření příznivý vliv na vyrovnanou kvalitu vody v celé soustavě. Typický je nízký obsah živin, který je příčinou mezotrofního stavu rybníků a také výjimečné druhové bohatosti planktonu, což je překvapivé při blízkosti velkého města a rekreačním využití. Sinice se řídce vyskytují v letních měsících na Velkém Boleveckém rybníku.
Společné rysy vodního prostředí celé soustavy:
- neutrální až mírně alkalické pH
- nízký obsah živin, který znamená limitaci biocenózy fosforem, částečná limitace dusíkem
- nízký obsah anorganických sloučenin dusíku
- mírně zvýšený obsah železa a hořčíku
- velmi nízká úroveň bakteriologického znečištění
- vysoká pestrost fytoplanktonu
- šetrné rybářské hospodaření na rybnících s populacemi planktonožravých ryb, na hranici úživnosti vody

V povodí soustavy se nacházejí přírodní rezervace Petrovka a Kamenný rybník, přírodní památka Doubí a areál borovicového arboreta Sofronka.

## Ptactvo
Rybníky představují významnou ornitologickou lokalitu. V jejich okolí je zaznamenáno pozorování více než 160 druhů ptáků. Vzácnější druhy jako např. potápka žlutorohá, potáplice severní, kormorán velký, orel mořský, orlovec říční, morčák velký a prostřední, labuť zpěvná a malá byly pozorovány především v období jarního a podzimního tahu. Na přelomu 19. a 20. století zde hnízdil bukač velký, ještě na začátku 50. let se v okolí pohyboval tetřev hlušec a tetřívek obecný.

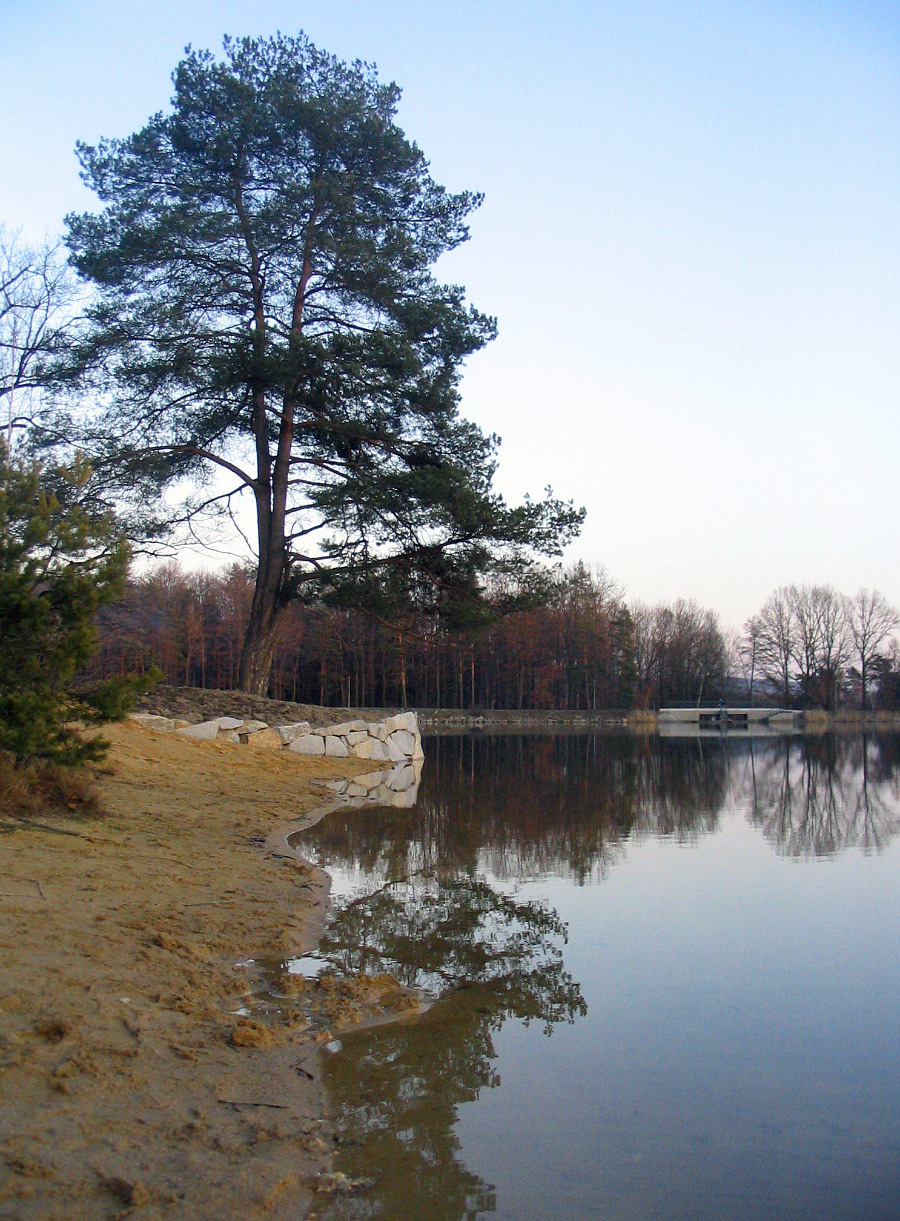
Senecký rybník – hráz

Od konce šedesátých let 20. století jsou rybníky obvykle plně napuštěné, čímž zmizely pravidelně se opakující přechodné biotopy vypouštěných rybníků jako rákosím zarůstající mokřady, bahnité pláže, drobné ostrůvky uprostřed vody. To vše mělo za následek zásadní snížení počtu nejen hnízdících, ale i protahujících druhů bahňáků. Ač bylo kdysi pozorováno osm hnízdících druhů, v současnosti se pravidelně vyskytuje jen pisík obecný.
Běžnými druhy ptactva na hladině boleveckých rybníků jsou v současnosti kachna divoká, lyska černá, labuť velká a potápka roháč. V okolí může být pozorován moudivláček lužní.

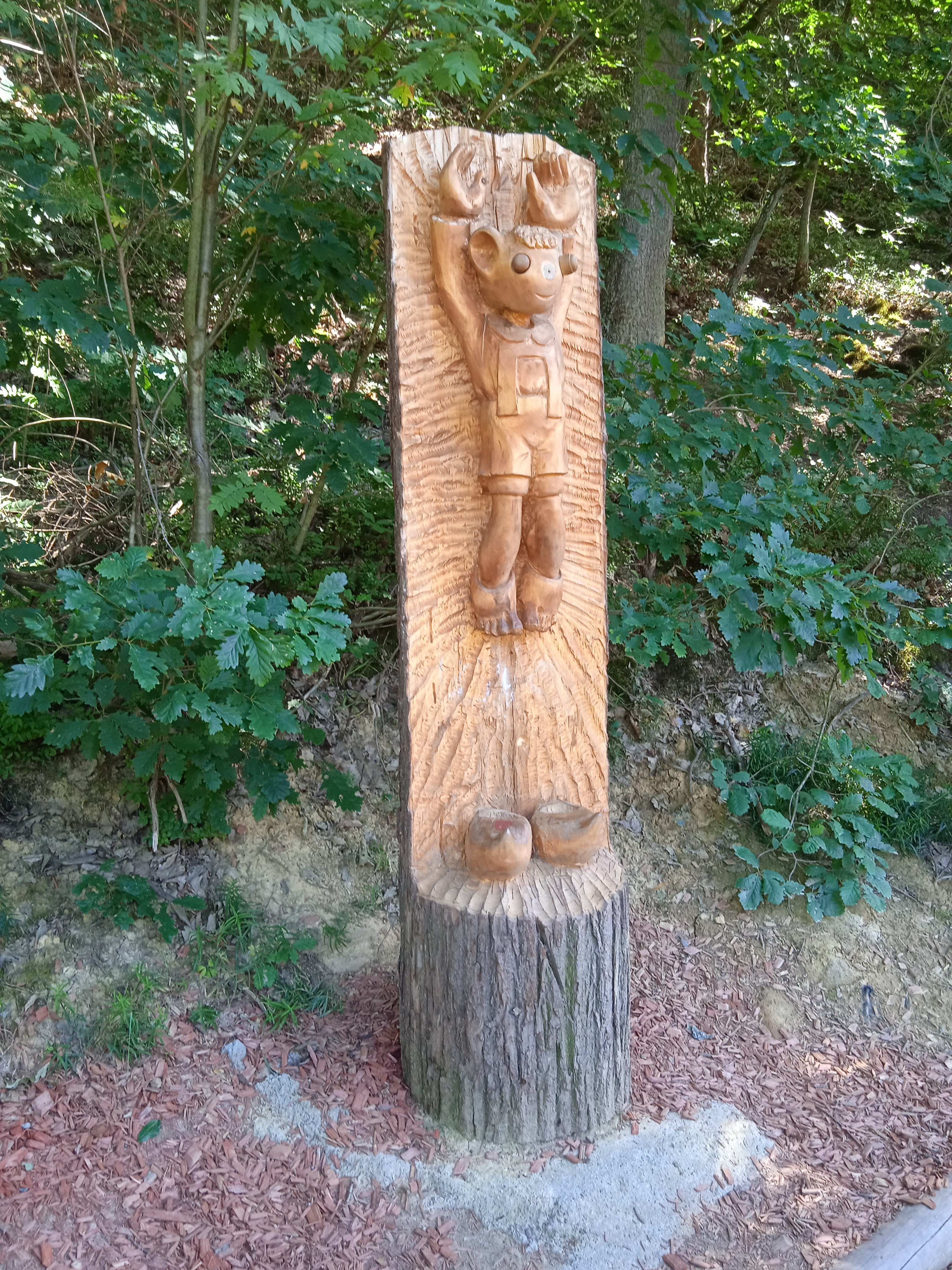
Socha Hurvínka na Zážitkové stezce okolím Boleveckých rybníků

## Využití
Od svého vzniku byly rybníky využívány zejména k chovu ryb, zejména kaprů, ale v menší míře i štik, candátů, okounů či línů. Od počátku 20. století ovšem rostl zájem o rekreační koupání, zatímco rybníkaření ustupovalo do pozadí. V současnosti tak rekreační a krajinářská funkce zcela převládly nad hospodářským využitím. Rybníky jsou ostatně od roku 1981 určeny k rozvoji vodní rekreace. Vlastníkem celé soustavy s výjimkou rybníka Strženka je město Plzeň. Jakost vody průběžně sleduje Městská hygienická stanice, bylo vypracováno také několik specializovaných studií. Voda je vhodná pro koupání.
V okolí rybníků procházejí turistické trasy – žlutá trasa z Bílé Hory přes Košinář a Senecký rybník do Třemošné, zelená z Bílé Hory okolo severního ramena Velkého Boleveckého rybníka na Košutku a dále okolo Šídlováku a Kameňáku až na vrchol Krkavce a na stejné místo míří i červená trasa z Košutky okolo Strženky. V roce 1998 byla v okolí rybníků vyznačena Sigmondova naučná stezka, od roku 2021 provází zejména dětské návštěvníky Zážitková stezka Spejbla a Hurvínka, opatřená dřevěnými sochami obou loutek s náměty ke cvičení v přírodě.

## Rozloha rybníků

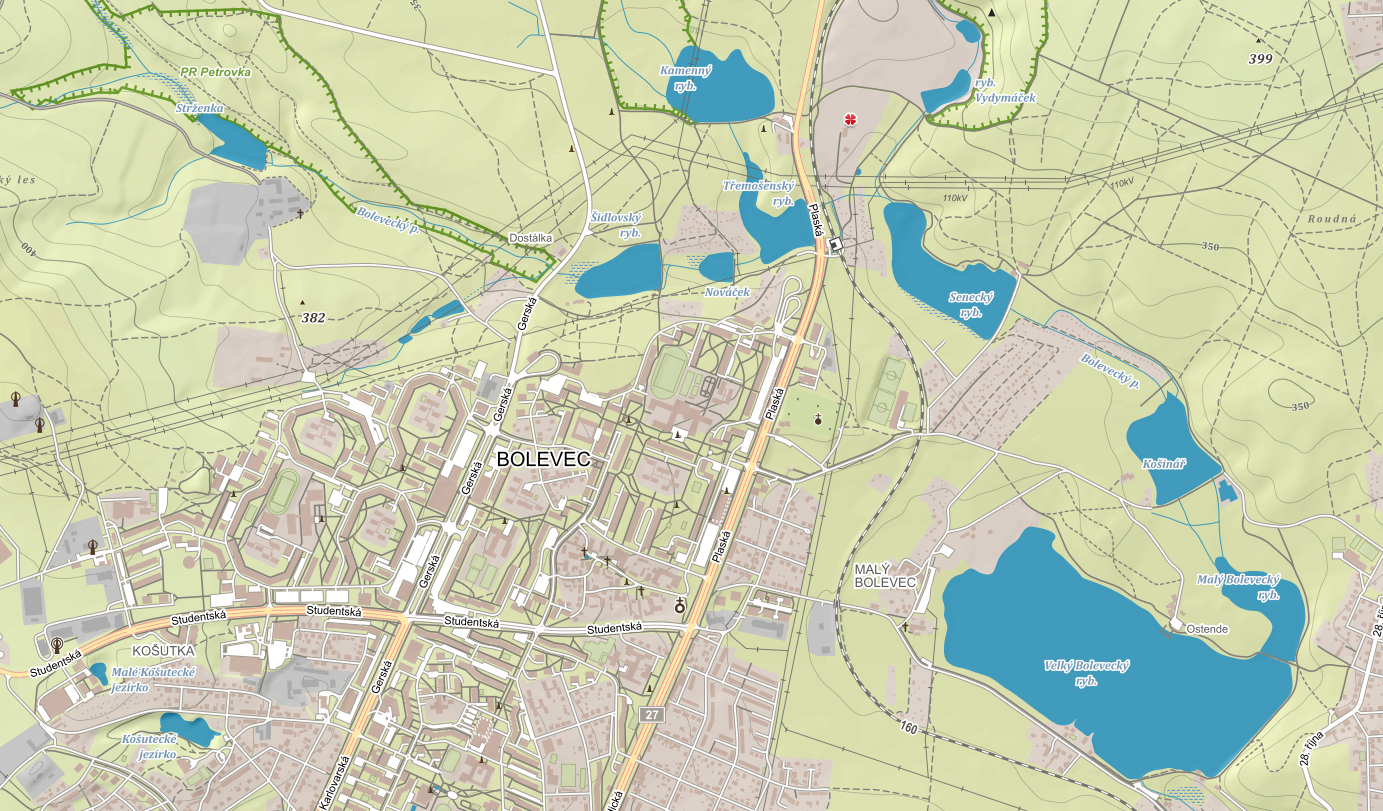
Poloha rybníků na severním okraji Plzně

Celková rozloha vodní hladiny při normálním stavu je přibližně 88 ha.
1. Velký Bolevecký (53,3 ha)
2. Senecký (7,5 ha)
3. Košinář (6,4 ha)
4. Kamenný (5,3 ha)
5. Třemošenský (4,2 ha)
6. Šídlovský (3,0 ha)
7. Strženka (1,4 ha)
8. Nováček (0,88 ha)[14]
9. Vydymáček (0,81 ha)[15]
10. Rozkopaný (0,3 ha)

## Pověsti
V rybnících se údajně schovává tatrman, který láká děti do vody pomocí pentliček a jiných drobností, aby je pak utopil. V Třemošenském rybníce navíc trhal rybářům sítě. 